# Torneio de xadrez de Berlim de 1897
O Torneio de xadrez de Berlim de 1897 foi uma competição internacional de xadrez que ocorreu entre 13 de setembro e 4 de outubro na cidade Berlim para celebrar os setenta anos do Berliner Schachgesellschaft. Vinte jogadores foram convidados entretanto Curt von Bardeleben não pode participar. O vencedor foi Rudolf Charousek, seguido de Carl August Walbrodt e Joseph Henry Blackburne.

## Tabela de resultados[2]
| #  | Jogador                 | 1 | 2 | 3 | 4 | 5 | 6 | 7 | 8 | 9 | 10 | 11 | 12 | 13 | 14 | 15 | 16 | 17 | 18 | 19 | Total |
| -- | ----------------------- | - | - | - | - | - | - | - | - | - | -- | -- | -- | -- | -- | -- | -- | -- | -- | -- | ----- |
| 1  | Rudolf Charousek        | x | 0 | ½ | 1 | 0 | ½ | ½ | 1 | 1 | 1  | 1  | ½  | 1  | 1  | 1  | 1  | ½  | 1  | 1  | 13.5  |
| 2  | Carl August Walbrodt    | 1 | x | 1 | ½ | 1 | ½ | ½ | 1 | ½ | ½  | 0  | 1  | 1  | 1  | 0  | ½  | 1  | 1  | 1  | 13.0  |
| 3  | Joseph Henry Blackburne | ½ | 0 | x | ½ | ½ | ½ | 1 | ½ | 1 | 1  | ½  | ½  | 1  | 0  | ½  | 1  | 1  | 1  | 1  | 12.0  |
| 4  | Dawid Janowski          | 0 | ½ | ½ | x | 1 | ½ | ½ | ½ | ½ | 1  | 1  | 1  | 0  | 1  | 1  | 0  | ½  | 1  | 1  | 11.5  |
| 5  | Amos Burn               | 1 | 0 | ½ | 0 | x | 1 | 1 | ½ | 1 | 0  | 1  | 0  | 1  | 1  | ½  | 0  | 1  | 1  | ½  | 11.0  |
| 6  | Carl Schlechter         | ½ | ½ | ½ | ½ | 0 | x | 0 | ½ | ½ | 1  | ½  | 1  | ½  | 1  | ½  | ½  | ½  | 1  | 1  | 10.5  |
| 7  | Georg Marco             | ½ | ½ | 0 | ½ | 0 | 1 | x | 0 | ½ | 0  | ½  | ½  | 1  | 1  | 1  | 1  | ½  | 1  | 1  | 10.5  |
| 8  | Semyon Alapin           | 0 | 0 | ½ | ½ | ½ | ½ | 1 | x | 0 | ½  | 0  | ½  | 1  | ½  | 1  | 1  | 1  | 1  | 1  | 10.5  |
| 9  | Horatio Caro            | 0 | ½ | 0 | ½ | 0 | ½ | ½ | 1 | x | ½  | 1  | 1  | ½  | ½  | 1  | 0  | 1  | ½  | 1  | 10.0  |
| 10 | Mikhail Chigorin        | 0 | ½ | 0 | 0 | 1 | 0 | 1 | ½ | ½ | x  | ½  | 0  | 0  | 1  | ½  | 1  | 1  | 1  | 1  | 9.5   |
| 11 | Emmanuel Schiffers      | 0 | 1 | ½ | 0 | 0 | ½ | ½ | 1 | 0 | ½  | x  | 1  | 0  | 1  | ½  | 0  | ½  | 1  | 1  | 9.0   |
| 12 | Johannes Metger         | ½ | 0 | ½ | 0 | 1 | 0 | ½ | ½ | 0 | 1  | 0  | x  | 1  | 0  | 1  | 1  | 1  | 0  | ½  | 8.5   |
| 13 | Wilhelm Cohn            | 0 | 0 | 0 | 1 | 0 | ½ | 0 | 0 | ½ | 1  | 1  | 0  | x  | 0  | 0  | 1  | 1  | ½  | 1  | 7.5   |
| 14 | Szymon Winawer          | 0 | 0 | 1 | 0 | 0 | 0 | 0 | ½ | ½ | 0  | 0  | 1  | 1  | x  | 1  | ½  | 0  | 1  | 1  | 7.5   |
| 15 | Hugo Süchting           | 0 | 1 | ½ | 0 | ½ | ½ | 0 | 0 | 0 | ½  | ½  | 0  | 1  | 0  | x  | 1  | ½  | 0  | 1  | 7.0   |
| 16 | Richard Teichmann       | 0 | ½ | 0 | 1 | 1 | ½ | 0 | 0 | 1 | 0  | 1  | 0  | 0  | ½  | 0  | x  | ½  | ½  | 0  | 6.5   |
| 17 | Berthold Englisch       | ½ | 0 | 0 | ½ | 0 | ½ | ½ | 0 | 0 | 0  | ½  | 0  | 0  | 1  | ½  | ½  | x  | 0  | 1  | 5.5   |
| 18 | Adolf Zinkl             | 0 | 0 | 0 | 0 | 0 | 0 | 0 | 0 | ½ | 0  | 0  | 1  | ½  | 0  | 1  | ½  | 1  | x  | 1  | 5.5   |
| 19 | Adolf Albin             | 0 | 0 | 0 | 0 | ½ | 0 | 0 | 0 | 0 | 0  | 0  | ½  | 0  | 0  | 0  | 1  | 0  | 0  | x  | 2.0   |